# جون نيكولاس بلوك
جون نيكولاس بلوك (بالهولندية: John Block)‏ هو طيار هولندي، ولد في 18 مايو 1929 في أمستردام في هولندا، وتوفي بنفس المكان في 11 أبريل 1994.